# 田中毅 (実業家)
田中 毅（たなか たけし、1935年12月15日 - ）は、日本の実業家。富士重工業（現SUBARU）代表取締役社長や、同社代表取締役会長兼最高経営責任者、日本航空宇宙工業会副会長等を務めた。

## 人物・経歴
神奈川県出身。1958年横浜市立大学商学部卒業、日産自動車入社。1982年第一調達部長。1985年関係会社室長。1987年取締役。1990年富士重工業（現SUBARU）常務取締役購買本部長。1993年富士重工業代表取締役専務購買本部長兼品質保証本部長。1995年富士重工業代表取締役副社長。
1996年から富士重工業代表取締役社長を務め、2000年にはゼネラルモーターズとの資本提携を行った。2001年富士重工業代表取締役会長兼CEO。2003年富士重工業相談役。日本航空宇宙工業会副会長なども務めた。